# Sarkopenie
Die Sarkopenie bezeichnet den mit fortschreitendem Alter zunehmenden Abbau von Muskelmasse und Muskelkraft und die damit einhergehenden funktionellen Einschränkungen des älteren Menschen. Bei Betroffenen führt dies zu einer Häufung von Stürzen und damit verbundenen Verletzungen. Aufgrund der demografischen Entwicklung mit einer stetig wachsenden Gruppe älterer Menschen wird die Sarkopenie zukünftig in den Industrienationen eine zunehmend soziologische und ökonomische Rolle einnehmen. Der Begriff Sarkopenie wurde 1988 von Irwin H. Rosenberg auf einer Konferenz in Albuquerque, New Mexico, geprägt; er ist eine Wortbildung aus dem Griechischen – sarx steht für ‚Fleisch‘ und penia für ‚Mangel‘. Eine Sonderform der Sarkopenie stellt die sarkopene Adipositas dar, welche durch eine niedrige Muskelmasse bei hoher Fettmasse charakterisiert ist.

## Ursachen

### Altersbedingter Muskelschwund
Er kann schon im Alter von 50 Jahren beginnen, aber ab dem 70. Lebensjahr beschleunigt sich der Prozess. Ab einem Alter von etwa 50 Jahren nimmt die Muskelmasse jährlich um etwa 0,8 Prozent ab. Der Verlust an Muskelkraft beträgt zwischen dem 50. und 60. Lebensjahr etwa 1,5 % pro Jahr, danach sogar etwa 3 % pro Jahr. Als Ursachen für den zunehmenden Muskelabbau werden die altersbedingte Verringerung der anabolen (muskelaufbauenden) und ein Überwiegen kataboler (muskelabbauender) Prozesse sowie Fehlfunktionen zellulärer Prozesse in den Muskelfasern angenommen.
Männer und Frauen sind ungefähr gleich häufig betroffen. Die im Alter häufige Mangelernährung (Malnutrition) sowie mangelnde Bewegung und Immobilisation (z. B. bei krankheitsassoziierter Bettruhe) gelten als weitere Ursachen und begünstigen die Sarkopenie. Daher sind ältere Menschen auch unterschiedlich von der Sarkopenie betroffen. Der Bedarf an Proteinen scheint im Alter erhöht, sodass vermutet wird, dass die Unterversorgung mit Protein ein wesentlicher Faktor für die Entstehung und das Fortschreiten der Sarkopenie ist. Eine Vielzahl von Veränderungen im Skelettmuskel spielt eine Rolle bei der Entstehung der Sarkopenie. So werden funktionelle Einheiten des Muskels (motorische Einheiten) von der Nervenversorgung abgekoppelt und der Muskel wird von Fett- und Bindegewebe infiltriert. Insgesamt nimmt die Zahl und Größe der Muskelfasern ab. Daneben kommt es zu einer Ablagerung von Alterspigment (Lipofuszin) im Muskel. In der Summe führen diese Veränderungen jedoch, trotz des Verlustes an Muskelmasse, nicht zu einem ungewollten Gewichtsverlust.

### Muskelschwund bei Kachexie
Die Kachexie dagegen ist sowohl durch vermehrte katabole Vorgänge, als auch durch die als Folge einer systemischen Inflammation gedeutete Aktivierung des Energiebedarfs gekennzeichnet. Daher kommt es dort zusammen mit der Sarkopenie auch zu einem ungewollten Gewichtsverlust.

## Diagnosekriterien
Eine erste Einschätzung hinsichtlich des Vorliegens einer Sarkopenie können Selbsttests liefern, bei denen die Gehfähigkeit und das Aufstehen von einem Stuhl geprüft werden.
Die Diagnose Sarkopenie wurde in der ärztlichen Praxis bis zum Jahr 2017 nur selten gestellt. Dies führt auch dazu, dass die Häufigkeit der Sarkopenie und ihre Folgen bisher im klinischen Alltag eher unterschätzt werden. Epidemiologische Studien belegen, dass etwa 5–13 % aller 60–70-Jährigen und bis zu 50 % der über 80-Jährigen von Sarkopenie betroffen sind. Sarkopenie führt oft zu Gebrechlichkeit, jedoch sind nur etwa die Hälfte der von Sarkopenie betroffenen Menschen auch als gebrechlich einzustufen. Für die Analyse der Körperzusammensetzung und damit auch der Muskelmasse wird zurzeit die Dual-Röntgen-Absorptiometrie (DXA) als Goldstandard angesehen, die jedoch oft nicht standardmäßig verfügbar ist. Eine andere häufig in der Diagnosestellung der Sarkopenie angewendete Methode ist die bioelektrische Impedanzanalyse (BIA). Auch Computertomographie (CT) und Magnetresonanztomographie (MRT) gelten als zuverlässige, jedoch aufwändige Hilfsmittel in der Diagnostik. Von europäischen bzw. internationalen Expertengremien wurden 2009 bzw. 2010 zwei Definitionen vorgeschlagen. Beide benutzen für die Diagnosestellung der Sarkopenie eine erniedrigte Muskelmasse und eine Verringerung der Ganggeschwindigkeit. Liegt die Muskelmasse des Betroffenen, die mit den oben genannten Methoden ermittelt wurde, 2 Standardabweichungen unterhalb des Mittelwertes einer gesunden, jungen Referenzgruppe gleichen Geschlechts und gleichen ethnischen Hintergrundes und besteht eine Verlangsamung der Ganggeschwindigkeit auf weniger als 0,8 m/s, so ist demnach die Diagnose einer Sarkopenie zu stellen.
Sarkopenie ist in ICD-10-GM (German modification) mit M62.50 kodierbar, in ICD-9-CM (clinical modification) mit M62.84.

## Therapieansätze
Die Behandlung der Sarkopenie stellt im klinischen Alltag immer noch eine Herausforderung dar. Krafttraining gilt als geeignet, der Entstehung einer Sarkopenie vorzubeugen. Daneben ist Krafttraining geeignet, die Ganggeschwindigkeit und die Muskelkraft insgesamt zu verbessern. Nachteil ist, dass das Training zwar zu einer Verbesserung dieser Parameter führt, dass aber schnell ein Plateau erreicht wird und weiteres Training zu keinen weiteren Erfolgen führt. Durch die Gabe von Steroidhormonen lässt sich zwar die Rückbildung der Muskulatur drosseln, aber häufig treten unerwünschte Nebenwirkungen auf. Verschiedene Untersuchungen haben gezeigt, dass eine Erhöhung der Proteinaufnahme und vor allem der aufgenommenen Menge an den verzweigtkettigen Aminosäuren Leucin, Isoleucin oder Valin förderlich für die Prävention und Behandlung der Sarkopenie sind. So kann über die Erhöhung der Proteinneubildung im Muskel eine Steigerung der Körpermagermasse erreicht werden. In einer Reihe unabhängiger Studien wurde gezeigt, dass eine ergänzende bilanzierte Diät mit essenziellen Aminosäuren, zu denen auch die vorgenannten verzweigtkettigen Aminosäuren gehören, günstige Effekte auf die Muskelkraft, die Laufgeschwindigkeit und auch die Herzmuskelkraft haben kann. Eine genaue Abstimmung des Verhältnisses der verschiedenen Aminosäuren ist dabei allerdings unabdingbar. Weitere, auch medikamentöse Therapien befinden sich derzeit in Entwicklung. Für die sarkopene Adipositas existieren außerdem Therapieansätze wie die Supplementation mit Taurin und die Modulation der Darmmikrobiota.